# Behemót
Behemót (héberül בהמות Bəhēmôth, Behemot, B'hemot: „állat“, „szörnyeteg“; arab nyelven بهيموث Bahīmūth vagy بهموت Bahamūt) egy szörnyeteg neve a zsidó-keresztény mitológiában. Egyes hagyományok szerint a szárazföldi állatok közül való szörny, míg a tengeri szörny párja a Leviatán.

## Neve és származása

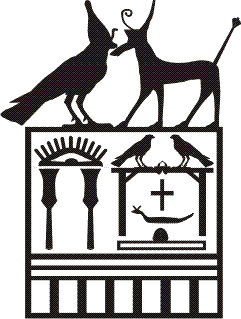
Hórusz és Széth egymás mellett

Valószínűleg בהמות bəhēmôth a többesszáma בהמה bəhēmāh. Ez a héber „állat“-ot jelenti; ezzel tehát „pluralis excellentiae“ kiemeli a főnév megduplázásával a méret jelentőségét, vagyis szörnyen hatalmas termetét. (Lásd a magyarban is a behemót kifejezés rokon értelmű szavai a terebélyes, nagydarab, robusztus...)
A vízilószerű fenevad létrejöttét valószínűleg befolyásolta a pusztító Széth óegyiptomi isten, aki kapcsolódik a vízilóhoz is. Az egyiptomi történelem utolsó korszakáig Széth nem csupán a gonoszság megtestesítője volt, hanem ott állhatott Hórusz oldalán is, s mindketten az ország egy-egy felének jelképévé váltak: Hórusz Alsó- (északi), Széth Felső-Egyiptomévá (dél).
Széth isten természeténél fogva erőszakos, és lázadó alkat, ami a Behemót előképe is lehet. Az egyiptomi Halottak könyve szerint Hórusz és Széth történetében, Széth csatára hívta kíséretét, akik különféle állatokká változtak: krokodilokká, kígyókká, vízilovakká, gazellákká. (…) A sólyomként figyelő Hórusz víziló alakban felfedezte Széthet, akire a magasból lecsapott, acélhegyes körmeit vastag bőrébe vájta. Tehát Széth egyik elmaradhatatlan jellemzőjének tartják a vízilovat, mely az ösztönszerűség, és a káosz jelképe lett.
A Behemótot és a Leviatánt sokan úgy értelmezik együtt, mint Egyiptom őshonos állatait, mely nagy hatást gyakoroltak a zsidó szerzőre. Leginkább a vízilóként és a krokodilként azonosítják őket.

## Bibliai források

Behemót és a Leviatán, William Blake munkája

Jób könyvének 40,19-es verse szerint  Behemót – mint párja a Leviatán – „Isten művei közül ő az első“.
Részletes leírása megtalálható a Jób könyvében: Jób 40,15-24. Tulajdonképpen csak itt van megemlítve a Bibliában. Régebben a hatalom és erő valamint a hiábavaló harc szimbóluma. Vele szemléltei az Úr Jóbnak egy lázadás bukását. 
(...) Lám a Behemót, amelyet teremtettem, úgy mint téged is:

füvet eszik, akárcsak a szarvasmarha. Erő van ágyékában,

és erősség hasa izmaiban. Kiegyenesíti farkát, mintha cédrus lenne,

combjainak izmai egymásba fonódnak. Csontjai, mint az érccsövek,

és lábszárai, mint a vasrudak. Isten művei közül ő az első;

Teremtője neki adta kardját, mert neki teremnek füvet a hegyek,

ahol a mező minden vadja játszadozik. Lótusz alatt heverészik,

a nád s a mocsár rejtekében. Befödi a lótusz árnyékával,

körülveszik a patak fűzei. Ha a folyó árja szorítja, fel nem riad;

nyugton marad, még ha a Jordán csap is be a szájába. (...)
Ellentétben a Leviatánnal, a Biblia nem tartalmazza a Behemót elpusztításának történetét.

## Biblián kívüli források

### Apokrif irodalom
A Biblián kívüli hagyományban, az úgynevezett apokrif iratokban is fellelhető Behemót. Az etióp Énok könyvében úgy jelenik meg, mint egy hímnemű misztikus lény. Társával, a nőnemű Leviatánnal, együtt küldte el őt az Isten, hogy megbüntesse az embereket.  Végül Isten kegyelemből megmenti az embereket a két szörny pusztításától.
Ugyanabban az időben pedig kiszabadul a két szörnyeteg, a nőnemű, akit Leviathannak hívnak, hogy a tenger mélységeiben lakjon és a vizek forrása fölött uralkodjon. A hímneműt pedig Behemothnak hívják, aki mellével be fogja takarni a puszta sivatagot. A sivatagot Dendainnak nevezik. (…)

### Talmudban

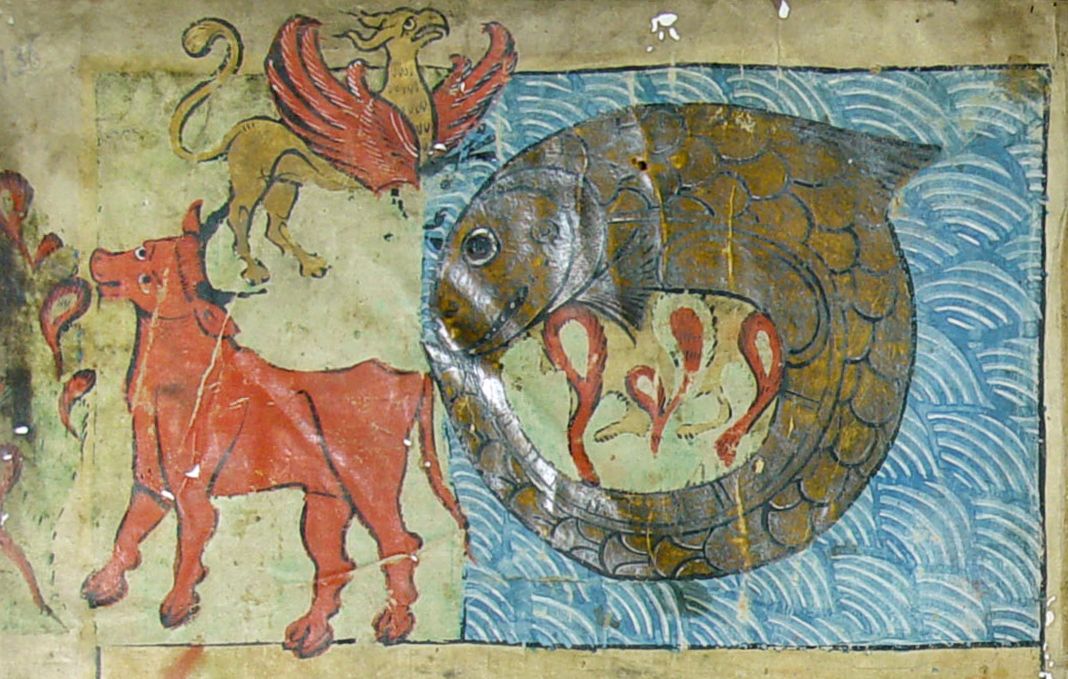
A három szörnyeteg: A Leviatán, a Behemót és a Ziz madár

A Behemót a Talmudban, a zsidók tanító könyvében is megjelenik. A talmudi ággádjában (Bává Bátrá 74b) a két említett szörnyeteg a teremtés hatodik napjának délutánján jött létre - egy sor további ezoterikus lénnyel együtt -, és Isten félretette őket, az idők végére, amikor a Messiás tiszteletére majd lakomát rendez a cádikoknak. Ott fogják a Behemót és a Leviatán húsát felszolgálni. A zsidó mitológiában együtt szokták emlegetni a Leviatánt, a Behemótot és a Ziz madarat. Egyes hagyomány szerint, a három lény mind-mind saját felségterülettel rendelkezett (tenger, föld, ég). De ezt csupán a Talmud említi, és nem egyazon helyen.

### Démonológiai irodalom
A későbbi időkben úgy vélik, hogy együtt utazik az ördög kíséretével. Jacques Collin de Plancy 19. századi francia okkultista, és Anton Szandor LaVey, a Sátán Egyházának alapítója után már inkább egy ostoba és falánk démonnak tekintik, aki egyben a pokol pohárnokaként és borászaként tevékenykedik.

## Feldolgozásai
Behemót figuráját többször is feldolgozták, noha gyakran csak említés vagy elnevezés szintjén.

### Politológia

#### Thomas Hobbes:Behemoth, or the long Parliament
Thomas Hobbes, angol filozófus utolsó politikafilozófiai műve, a Behemót, avagy a hosszú parlament (Behemoth, or the long Parliament) párbeszéd az angol polgárháborúról, amelyet 1670 körül írt, de a mű csak jó tíz évvel később, 1682-ben kapott nyomtatási engedélyt. A magyar változat mindmáig várat magára.

#### Franz Neumann:Behemoth. Struktur und Praxis des Nationalsozialismus 1933–1944
Franz Neuman, német politikafilozófus ugyancsak írt egy elemzést a nemzetiszocializmus struktúrájáról, szintén Behemót néven, mely 1944-ben jelent meg Behemoth. Struktur und Praxis des Nationalsozialismus 1933–1944 néven. Magyarul nem jelent meg.

#### John Milton:Elveszett paradicsom

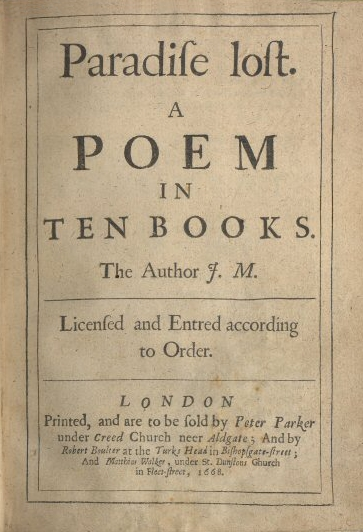
Az 1668-as első kiadás borítója.

John Milton, angol költő 1667-ben megjelent epikus költeményében, az Elveszett paradicsom-ban is megjelenik a Behemót, akit Isten a többi állattal együtt a hatodik napon teremtett meg. A művet Jánosy István fordította magyarra, 1969-ben. Milton így ír a szörnyről:
(...) nagy nehezen tolakszik 

elő a behemót, a föld legórjásb 

szülötte a sárból, otrombán; (...)

#### Arthur Rimbaud:Részeg hajó
Arthur Rimbaud, francia költő 1871-ben írt versében, a Részeg hajóban is megjelenik a Behemót. A magyar fordítások (pl. Tóth Árpád) nem mindig használják a „behemót” szót. Ebben a versben eltérve a korábbi hagyományokkal inkább tengeri szörnyként van beállítva.
Kit Behemót buja s hars poklához az orkán 

borzongató dühe ötven mérföldre vitt, 

én, örök bujdosó a kék ég horizontján, 

csak szánom Európa kivénhedt földjeit. 

#### Egmont Colerus:Wieder wandert Behemoth
Egmont Colerus, osztrák író 1924-ben írt regényének címében, a Wieder wandert Behemoth-ban szintén megtalálható a szörny. Mindmáig nem fordították le magyarra.

#### Mihail Bulgakov:A Mester és Margarita
Mihail Bulgakov, orosz író 1930-ban megírt, nagy sikerű regényében, A Mester és Margaritában Behemót igazi bajkeverő. Az ördög kíséretében érkezik Moszkvába, mint egy ember nagyságú, két lábon járó, fekete kandúr, aki él-hal az evésért. A regény Szőllősy Klára fordításában, 1969-ben jelent meg.

#### C. S. Lewis: Az oroszlán, a boszorkány és a ruhásszekrény
Clive Staples Lewis, ír író 1950-ban kiadott világhírű gyermekkönyvében szintén megjelenik a behemót, mint egy Narniában élő faj. Az oroszlán, a boszorkány és a ruhásszekrényben ők a Fehér Boszorkány szövetségesei, olyannyira, hogy egy behemót vágja le Aslan sörényét. A kötet utolsó fejezeteiben Narnia északi területeire űzik őket. A könyvsorozat más részében nem esik szó erről a fajról. A könyv több magyar fordítást is megélt.

#### Scott Westerfeld:Behemót
Scott Westerfeld, egy amerikai ifjúsági fantasztikus író, aki sci-fi műfajban is megállja a helyét. A Leviatán-regénytrilógia második kötete, a „Behemót”, mely 2010-ben, magyar fordításban pedig 2013-ban jelent meg. Itt a behemót a brit tengerészet legádázabb teremtménye, mely egy falással egész hadihajókat tüntet el.

### Zene

#### John Adams:Nixon Kínában
John Adams, amerikai zeneszerző 1987-ben megjelent operájában, a Nixon Kínában című művében is feltűnik a Behemót. A nyitányt követően, a kórus első énekének végén, mikor az emberiség fejlődését írja le:
(...) Az emberek a hősök most 

Behemót paraszti ekét von

Ha tovatekintünk a mezők már 

A nap fényében várják az aratást 

És a hegyvonulatok egytől egyig sorra 

Együtt piroslanak a szüreti holddal. (...)

#### Behemoth banda

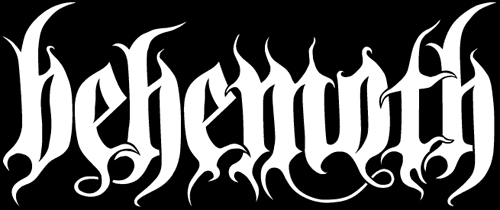
A banda logója

A Behemoth egy lengyel metálbanda neve 1991 óta. Főként bibliai vagy sátáni neveket adnak albumaiknak. Ilyenek például a Satanica 1999-ből, Antichristian Phenomenon (ford. Antikrisztus jelensége) 2001-ből, vagy The Apostasy (ford. Az Apokalipszis) 2007-ből stb.

### Egyéb
Behemót megjelenik ezen kívül különböző Anime-sorozatokban. Továbbá legyőzendő ellenséges szörny jelleggel több játéksorozatban is szerepel. Többek között olyan ismert játékok, mint a Final Fantasy, a Fallout, a Savage 2, a Heroes of Newerth, a Heroes of Might and Magic, és a Guild Wars 2 szörnyének nevét adta.

## Fordítás
- Ez a szócikk részben vagy egészben  a   Behemoth című német Wikipédia-szócikk fordításán alapul.  Az eredeti cikk szerkesztőit annak laptörténete sorolja fel. Ez a jelzés csupán a megfogalmazás eredetét és a szerzői jogokat jelzi, nem szolgál a cikkben szereplő információk forrásmegjelöléseként.